# Doctor Who
Doctor Who er et britisk science fiction-tv-program produceret af BBC siden 1963. Programmet omhandler en Tidsherre kaldet "Doktoren", et udenjordisk væsen med en menneskelig fremtræden fra planeten Gallifrey og de eventyr han tager på. Doktoren udforsker universet i et tidsrejsende rumskib kaldet en TARDIS. Dens ydre ligner en blå britisk politiboks, som var et almindeligt syn i Storbritannien i 1963, hvor serien blev sendt første gang. I selskab med en række ledsagere bekæmper Doktoren en række fjender samtidig med at de prøver at redde civilisationer og hjælpe folk i nød.
Showet spiller en vigtig rolle i britisk populærkultur, og også i andre lande har den opnået kultstatus. Den har påvirket generationer af britiske Tv-folk, som for manges vedkommende er vokset op med serien. Programmet kørte oprindeligt fra 1963 til 1989. Der var et mislykket forsøg på at genskabe regulær produktion i 1996 med et pilotprojekt i form af en fjernsynsfilm ved navn Doctor Who. Programmet blev genindført i 2005 og er siden da blevet produceret "in-house" af BBC Wales i Cardiff. Doctor Who har også affødt talrige spin-offs inklusive tegneserier, film, romaner, lydbøger og Tv-serierne Torchwood (2006–2011), The Sarah Jane Adventures (2007–2011), K-9 (2009–2010) og Class (2016), og er blevet genstand for mange populærkulturelle parodier og referencer.
Femten skuespillere har haft hovedrollen som Doktoren. Udskiftningen fra en skuespiller til en anden er skrevet ind i showets fortælling med konceptet regeneration til en ny inkarnation, hvorved en Tidsherre "transformeres" ind i en ny krop når den nuværende er for slemt skadet til at hele normalt. Hver skuespillers udstråling er unik, men alle repræsenterer et stadie i den samme karakters liv. Sammen former de en enkelt livstid i en enkelt fortælling. Den tidsrejsende dimension i historien betyder at de forskellige inkarnationer af Doktoren fra tid til anden møder hinanden. Doktoren spilles på nuværende tidspunkt af Ncuti Gatwa, som overtog rollen i 2023.

## Præmis
Doctor Who følger titelpersonen Doctor Whos eventyr. "Doktoren" er en vagabonderende Tidsherre fra planeten Gallifrey. Doktoren flygtede fra Gallifrey i en stjålen TARDIS ("Time and Relative Dimension in Space"), en tidsmaskine der rejser ved at materialisere ind og dematerialisere ud af en tidshvirvel. TARDIS'en har et kæmpe indre, men fremtræder mindre på ydersiden, og er udstyret med et "kamæleonkredsløb" beregnet til at få maskinen til at tage udseende af lokale konstruktioner som forklædning; på grund af en systemfejl forbliver Doktorens TARDIS en blå britisk politiboks.
På tværs af tid og rum finder Dokterens mange inkarnationer begivenheder der vækker deres nysgerrighed. Ofte forsøger de at forhindre onde kræfter i at skade uskyldige mennesker eller ændre historiens gang, blot ved hjælp af opfindsomhed og minimale resurser som den alsidige soniske skruetrækker. Doktoren rejser sjældent alene og medbringer ofte en eller flere ledsagere på disse eventyr. Disse ledsagere er meget tit mennesker, hvilket skyldes Doktorens fascination af planeten Jorden, hvilket også leder til hyppigt samarbejde med den internationale militærstyrke UNIT når Jorden bliver truet. Doktoren er flere hundrede år gammel og har som Tidsherre evnen til at regenerere i tilfælde af dødelig skade til sin krop, ved at påtage sig et nyt udseende og personlighed. Doktoren har mange fjender, som han møder gentagne gange under sine rejser, heriblandt Dalekker, Cybermænd og Mesteren, en anden tidligere Tidsherre.
BBC har solgt serien til mange lande, og det er grunden til, at en del af serien har overlevet. I 1960'erne og 1970'erne var der ikke tradition for at gemme alt i arkiverne, og samtlige masterbånd er slettet fra de tidlige år. BBC fremstillede sort/hvide 16mm-kopier af de fleste afsnit, da "video" endnu ikke var særlig udbredt som medie i TV-branchen i 1960'erne. Mange afsnit er dukket op igen som "glemte" filmprint rundt om i verden, mens andre har ligget som 16mm-negativer i BBC’s eget arkiv siden. I 1980'erne blev flere 2" videobånd bragt tilbage fra Canada. BBC havde selv fremstillet disse PAL til NTSC kopier efter datidens primitive konverteringsmåder. Kloge mennesker har siden udviklet teknikker til at genskabe den originale 625/50 PAL-struktur i en teknik som kaldes Reverse Standard Conversation (RCS).
Der er næppe andre af BBC’s Tv-serier som har undergået så omhyggelig restaurering som "Doctor Who", som gradvist bliver udgivet på DVD.
Udgivelsesrækken er ikke fuldendt, da cirka 100 episoder er gået tabt. I sjældne tilfælde er forsvundne afsnit dukket op, men der er langt imellem disse hændelser. Sidste gang var i 2013, da 9 episoder fra Patrick Troughton-æraen, The Web of Fear og The Enemy of the World, blev fundet i en gammel nedslidt butik i Afrika hvor indholdet alligevel stod til afbrænding. Afsnit 3 af Web nåede desværre aldrig hjem da episoden blev stjålet undervejs.

## Historie
Doctor Who blev sendt første gang på BBC TV kl. 17:16:20 GMT om lørdagen, 23. november 1963; dette var firs sekunder senere end den planlagte programtid på grund af attentatet på John F. Kennedy den foregående dag. Det var ment som et fast ugentligt program med afsnit af 25 minutters varighed. Diskussioner og planer for programmet havde været i gang i et år. BBC's dramachef Sydney Newman var hovedansvarlig for udviklingen af serien, og det første formatdokument for serien blev skrevet af Newman sammen med lederen af manuskriptafdelingen (senere leder for tv-serier) Donald Wilson og manuskriptforfatter C. E. Webber. Forfatteren Anthony Coburn, manuskriptredaktøren David Whitaker og den første producer Verity Lambert bidrog også meget til udviklingen af serien.
Programmet var beregnet til at appellere til et familie-publikum som et lærerigt program ved at bruge tidsrejser til at udforske videnskabelige idéer og berømte øjeblikke i historien. Den 31. juli 1963 bestilte Whitaker Terry Nation til at skrive en historie under titlen The Mutants. Oprindeligt var Dalekkerne og Thallerne tænkt som værende ofre for et rum-neutronbombeangreb, men Nation droppede senere rumvæsnerne og gjorde Dalekkerne til aggressorerne. Da manuskriptet blev præsenteret for Newman og Wilson, blev det straks afvist, da programmet ikke måtte indeholde nogen "insekt-øjede monstre". Ifølge producer Verity Lambert "havde [vi] ikke ikke mange muligheder — vi havde kun Dalek-serien at fortsætte med... Vi havde en form for tillidskrise, fordi Donald [Wilson] var så opsat på, at vi ikke skulle lave den. Havde vi haft noget andet klar, så ville vi have lavet det." Nations manuskript blev den anden Doctor Who-sæson;– The Daleks (også kendt som The Mutants). Serien introducerede rumvæsnerne af samme navn, der skulle blive seriens mest populære monstre og var årsag til BBC's første merchandise-succes.
BBC-drama-afdelingens sektion for serier producerede programmet i 26 sæsoner, sendt på BBC 1. Faldende seertal, et fald i offentlighedens vurdering af showet og et mindre prominent sendetidspunkt resulterede i, at serien blev suspenderet i 1989 af Jonathan Powell, kontrolleder på BBC 1.
Selvom serien blev aflyst ved beslutningen om ikke at bestille en planlagt 27. sæson, som ville være blevet udsendt i 1990, bekræftede BBC gentagne gange over mange år, at serien ville vende tilbage.
Selvom "in-house" produktion var stillet i bero, håbede BBC at finde et uafhængigt produktionsselskab til at genstarte showet. Philip Segal, en britisk udstationeret som arbejdede for Columbia Pictures' TV-afdeling i USA, havde foreslået BBC sådan et foretagende så tidligt som juli 1989, mens den 26. sæson stadig var i produktion. Segals forhandlinger ledte siden hen til en Doctor Who tv-film, sendt på Fox Network i 1996 som en international coproduktion mellem Fox, Universal Pictures, BBC og BBC Worldwide. Selvom filmen var succesfuld i UK (med 9 millioner seere), var den mindre populær i USA og førte ikke til en serie.
Andre medier som romaner og lydbøger tilførte nye historier, men som et TV-program forblev Doctor Who stilleliggende indtil 2003. I september 1993 annoncerede BBC Television "in-house"-produktionen af en ny serie efter flere års forsøg fra BBC Worldwide på at finde opbakning til en "feature film"-version. De overordnede producere på den nye inkarnation af serien var forfatter Russell T. Davies og BBC Cymru Wales' dramachef Julie Gardner.
Doctor Who vendte endegyldigt tilbage med episoden Rose på BBC One den 26. marts 2005. Der har sidenhen været ti yderligere serier i 2006–2008, 2010–2015 og 2017–2018, og juledags-særudsendelser hvert år fra 2005 frem til 2017. Ingen fuld serie blev sendt i 2009, selvom fire yderligere specials med David Tennant i hovedrollen blev lavet. Davies forlod showet i 2010 efter slutningen på serie 4 og David Tennant specials'ene blev færdiggjort. Steven Moffat, en forfatter under Davies, blev annonceret som Davies' efterfølger sammen med Matt Smith som den nye Doktor. I januar 2016 annoncerede Moffat at han ville træde tilbage efter 2017-afslutningen for at blive erstattet af Chris Chibnall i 2018. Den tiende serie debuterede i april 2017 med en foregående Julespecial i 2016.
2005-versionen af Doctor Who er en direkte fortsættelse af den oprindelige serie fra 1963–1989 og tv-filmen fra 1996. Dette er i stil med 1988-fortsættelsen af Mission Impossible, men adskiller sig fra de fleste andre serie-genstarter, som enten har været reboots (f.eks. Battlestar Galactica og Bionic Woman) eller placeret i det samme univers som den originale, men i en anden tidsperiode og med andre figurer (f.eks. Star Trek: The Next Generation og spinoffs).

### Offentlig bevidsthed
Det er blevet påstået at transmissionen af den første episode blev forsinket med ti minutter på grund af forlænget nyhedsdækning af attentatet på den amerikanske præsident John F. Kennedy den foregående dag; faktisk gik det i luften efter en forsinkelse på 80 sekunder. BBC troede at mange seere gik glip af introduktionen til den ny serie på grund af dækningen af snigmordet og en række strømudfald landet over, og de genudsendte den derfor 30. november 1963 lige før episode to.
Programmet blev snart en national institution i Storbritannien og fik en stor seerskare. Mange kendte skuespillere efterspurgte eller fik tilbudt gæsteroller i diverse historier.
Med popularitet kom diskussioner om showets egnethed for børn. Moralforkæmperen Mary Whitehouse brokkede sig gentagne gange til BBC i 1970'erne over hvad hun opfattede som showets frygtindgydende og foruroligende indhold. John Nathan-Turner producerede serien i 1980'erne og udtalte at han så frem til Whitehouses kommentarer, da showets seertal ville blive forøget når hun fremsatte dem.
Sætningen "Gemme sig bag (eller 'se med bag fra') sofaen" fik sit indtog i britisk populærkultur og hentydede til adfærden hos børn som ønskede at undgå at se de mest frygtindgydende dele af tv-programmet, men alligevel blev i rummet for at se resten af det. Sætningen blev i den grad forbundet med Doctor Who, at Museum of the Moving Image i London i 1991 navngav sin udstilling som fejrede programmet "Behind the Sofa". Den elektroniske temamusik blev også set som både nyskabende, mærkelig og frygtindgydende på samme tid. En artikel fra 2012 angav denne barndommens sammenstilling af frygt og spænding som central for mange folks forhold til serien", og en online-afstemning i 2011 på websitet Digital Spy angav serien som det "mest skræmmende TV-show til alle tider".
I Jon Pertwees anden serie som Doktoren i sæsonen Terror of the Autons (1971) markerede billeder af morder-plastikdukker, påskeliljer der dræber intetanende ofre, og blank-trækkende politimænd markerede toppen af showets evne til at skræmme børn. Andre notérbare øjeblikke i det årti inkluderede en kropsløs hjerne der faldt på gulvet i The Brain of Morbius og Doktoren der hentydningsvis blev druknet i The Deadly Assassin (begge 1976).
En BBC seerundersøgelse i 1972 fandt ud af, at ud fra BBC's egen definition af vold var Doctor Who det mest voldelige af de dramaprogrammer, institutionen havde produceret på det tidspunkt. Den samme rapport fandt frem til at 3 % af den adspurgte seerbefolkning anså serien for "meget uegnet" som familiefjernsyn. Som svar til disse fund fra undersøgelsen fastholdt journalist Philip Howard i The Times, at "at sammenligne voldeligheden hos Dr Who med den mere realistiske voldelighed fra andre tv-serier, hvor skuespillere som ligner mennesker, bløder maling der ligner blod, er som at sammenligne brætspillet matador med ejendomsmarkedet i London: begge er fantasier, men én er beregnet til at blive taget seriøst."
Billedet af TARDIS'en er blevet tæt sammekædet med serien i offentlighedens bevidsthed; BBC's manuskriptforfatter Anthony Coburn, som boede i badebyen Herne Bay i Kent, var en af dem som fandt på ideen om en politiboks som en tidsmaskine. I 1996 ansøgte BBC om et varemærke til at bruge TARDIS' blå politiboks-design i merchandise associeret med Doctor Who. I 1998 anfægtede Metropolitan Police Authority varemærke-ansøgningen, men i 2002 afgjorde det britiske Intellectual Property Office sagen til BBC's fordel.
Programmets brede appel tiltrækker seere hos børn og familier såvel som science fiction-fans.
Genoptagelsen af programmet i 2000-tallet blev den centrale del af BBC Ones lørdagsprogram og har "defineret kanalen". Siden seriens tilbagevenden har Doctor Who fast modtaget høje seertal, både i antal seere og som målt af Appreciation Index. I 2007 skrev Caitlin Moran, Tv-anmelder for The Times, at Doctor Who er "indbegrebet af at være britisk". Instruktør Steven Spielberg har kommenteret at "verden ville være et sølle sted uden Doctor Who".
D. 4. August 2013 blev et live program med titlen Doctor Who Live: The Next Doctor sendt på BBC One, hvor skuespilleren som skulle spille den Tolvte Doktor, blev afsløret. Live-showet blev set af gennemsnitligt 6,27 millioner seere i Storbritannien og blev samtidig sendt i USA, Canada og Australien.

## Episoder
Doctor Who blev oprindeligt sendt i 26 sæsoner på BBC One fra 23. november 1963 indtil 6. december 1989. Under den oprindelige sending var hver af de ugentlige episoder en del af en overordnet historie (eller "serial") — for det meste fire til seks dele i tidlige år og tre til fire dele i senere år. Nogle væsentlige undtagelser var: The Daleks' Master Plan, som sendte tolv episoder (plus en tidligere enkelt-episode teaser, Mission to the Unknown, hvor ingen fra det oprindelige hold medvirkede,) næsten en hel sæson af syv-episoders historier (sæson 7), ti-episoders-historienThe War Games; og The Trial of a Time Lord, som kørte i fjorten episoder (dog opdelt i tre produktions koder og fire fortalte segmenter) under sæson 23. Af og til var de forskellige serials løst forbundet af et samlet plot, såsom sæson 8, hvor Doktoren bekæmpede en skurkagtig Tidsherre kaldet Mesteren, sæson 16s mission efter Tidens Nøgle, sæson 18s tur gennem E-Rum og temaet entropi samt sæson 20s Mørke Vogter-trilogi.
Programmet var beregnet til at være lærerigt og egnet som familiefjernsyn tidligt lørdag aften. Det skulle oprindeligt veksle mellem historier, der foregik i fortiden, som lærte yngre seere om historie, og historier, der foregik i fremtiden eller det ydre rum, som fokuserede på videnskab. Dette blev også afspejlet i Doktorens originale ledsagere, hvor en var videnskabslærer og en anden historielærer.
Men science fiction-historierne kom efterhånden til at dominere programmet, og de historie-orienterede episoder, som ikke var populære hos produktions-holdet, blev droppet efter The Highlanders (1967). Mens showet fortsatte med at bruge historiske miljøer, blev de generelt brugt som baggrund for science fiction-fortællinger, med én undtagelse: Black Orchid (1982), der foregik i 1920'ernes England.
De tidlige historier var født som serier, hvor fortællingen af én historie flød naturligt ind i den næste, og hver episode havde sin egen titel, selvom de blev produceret som forskellige historier med deres egne produktions-koder. Efter The Gunfighters (1966) fik hver serial sin egen titel, og de enkelte episoder blev blot tildelt numre.
Af programmets mange forfattere var Robert Holmes den mest produktive, mens Douglas Adams var den mest velkendte udenfor Doctor Who på grund af den popularitet, som hans bog Hitchhiker's Guide to the Galaxy nød godt af.
Serial-formatet ændrede sig, da serien i 2005 blev genoptaget. Nu indeholdt en serie for det meste tretten selvstændige episoder á 45 minutter (60 minutter med reklamer, på udenlandske reklame-kanaler) og en forlænget 60-minutters episode udsendt Juledag. Dette system blev forkortet til tolv episoder og en Julespecial efter gendannelsens ottende serie, og ti episoder fra den ellevte serie. Hver serie inkluderer både enkeltstående og multi-episodiske historier, forbundet med et løst plot, som blev løst i serie-finalen. Som i den tidlige "klassiske" æra har hver episode, hvad enten den er enkeltstående eller del af en større historie, sin egen titel. Af og til varede ordinære serie-episoder dog mere end 45 minutter; således varede episoderne Journey's End fra 2008 og The Eleventh Hour fra 2010 over en time.
I alt 861 Doctor Who -pisoder er blevet vist på tv siden 1963, rangerende mellem 25-minutters episoder (den mest almindelige format for den klassiske æra), 45/50-minutters episoder (for Resurrection of the Daleks i 1984-serien, en enkelt sæson i 1985, og det mest almindelige format efter 2005), to feature-lange produktioner (1983's The Five Doctors og tv-filmen fra 1996), tolv Julespecials (de fleste med 60 minutters længde, én med 72 minutter), og fire yderligere specials rangerende fra 60 til 75 minutter i 2009, 2010 og 2013. Fire mini-episoder, der kørte omkring otte minutter hver, blev også produceret i 1993, 2005 og 2007 til fordel for Children in Need, mens endnu en mini-episode blev produceret i 2008 for en Doctor Who-temaudgave af The Proms. 1993historien i to dele med titlen Dimensions in Time blev lavet i samarbejde med castet fra BBC's sæbe-opera EastEnders og blev filmet delvist på EastEnders-sæettet. En to-delt mini-episode blev også produceret for 2011-udgaven af Comic Relief. Begyndende med 2009-special'en "Planet of the Dead" blev serien filmet i 1080i for HDTV og sendt samtidig på BBC One og BBC HD.
For at fejre 50-års jubilæet for showet blev en særlig 3D-episode, "The Day of the Doctor", udsendt i 2013. I marts 2013 blev det annonceret at Tennant og Piper ville vende tilbage, og at episoden ville få en begrænset cinematisk udgivelse verden rundt.
I april 2015 bekræftede Steven Moffat, at Doctor Who ville køre i mindst fem år mere og altså blev forlænget til 2020. I juni 2017 blev det annonceret, at på grund af betingelserne i en aftale mellem BBC Worldwide og SMG Pictures i Kina har selskabet førstekøbsret på det kinesiske marked mht. fremtidige serier i programmet til og med Serie 15.

### Manglende episoder
Mellem omkring 1967 og 1978 blev store dele af BBC's ældre materiale, som blev opbevaret i BBC's mange videobånd- og filmbiblioteker, enten destrueret, slettet, eller gik til pga. dårlig opbevaring som ledte til alvorlig forringelse fra udsendelseskvalitet. Dette inkluderede mange gamle episoder af Doctor Who, for det meste historier med de første to Doktorer: William Hartnell og Patrick Troughton. Sammenlagt eksisterer 97 af de 253 episoder, som blev produceret i de første 6 år af serien, ikke længere BBC's arkiver (særligt sæsoner 3, 4 og 5, hvorfra 79 episoder mangler). I 1972 eksisterede næsten alle de episoder, som var blevet produceret, stadighos BBC, mens praksissen med at slette bånd og destruere "ekstra" filmkopier ophørte i 1978.

Der findes ingen episoder fra 1960'erne på deres originale videobånd (alle overlevende udgaver er overspilninger på nyere bånd). Der findes dog nogle episoder blev overført til film for at blive redigeret, inden de blev sendt, og disse eksisterer således i den form, som de blev sendt i oprindeligt.
Nogle episoder er blevet returneret til BBC fra andre landes arkiver som købte filmrullerne for at sende dem, eller af privatpersoner, som erhvervede dem ved forskellige lejligheder. Der er også blevet indhentet tidlige farve-videobånd af optagelser som er blevet fremstillet af fans, samt uddrag filmet fra fjernsynet på 8mm smalfilm og klip der blev vist i andre programmer. Der findes lydversioner af alle de tabte episoder, der er lavet som båndoptagelser af seere af serien. Der eksisterer også korte klip af alle afsnittene med undtagelse af Marco Polo (1964), Mission to the Unknown (1965) og The Massacre of St Bartholomew's Eve (1966).
Ud over det, er der bag skærmen-fotografier taget af fotograf John Cura, som blev hyret af forskellige produktions-personale til at dokumentere mange af deres programmer i 1950'erne og 1960'erne, inklusive Doctor Who. Disse er blevet brugt i fan rekonstruktioner af serial'erne. Disse amatør rekonstruktioner er blevet tolereret af BBC, på betingelse af at de ikke bliver solgt for profit og er distribueret som lav-kvalitets VHS kopier.
En af de mest eftersøgte tabte episoder er del fire af den sidste William Hartnell serial, The Tenth Planet (1966), som ender med at den Første Doktor transformerer om til den Anden. Den eneste del af denne i eksistens, udover de dårlig-kvalitets stille 8mm klip, er de få sekunder af regenerations-scenen, da den blev vist på børnenes magasin show Blue Peter. Med accept fra BBC, indsatser er nu undervejs for at gendanne så mange episoder som muligt med det eksisterende materiale.
"Officielle" rekonstruktioner er også blevet udgivet af BBC på VHS, på MP3 CD-ROM, og som "special features" på DVD. BBC har, i samarbejde med animations studiet Cosgrove Hall, rekonstrueret de manglende episoder 1 og 4 af The Invasion (1968), ved brug af remasterede lydspor og de omfattende opsætninger af original-filmatiseringer, for serial'ens DVD udgivelser i november 2006. De manglende episoder af The Reign of Terror blev animeret af animations-kompagni Theta-Sigma, i samarbejde med Big Finish, og blev sendt ud til køb i maj 2013 gennem Amazon.com. Efterfølgende animationer lavet i 2013 inkluderer The Tenth Planet, The Ice Warriors (1967) og The Moonbase (1967).
I april 2006 igangsatte Blue Peter en udfordring på at finde manglende Doctor Who episoder med løftet om en fuld-skaleret Dalek-model som præmie.
I december 2011, blev det annonceret at del 3 af Galaxy 4 (1965) og del 2 af The Underwater Menace (1967) var blevet returneret til BBC af en fan som havde købt dem i midten af 1980'erne uden at vide, at BBC ikke lå inde med kopier af dem.
D. 10. Oktober 2013 annoncerede BBC at film af 11episoder, inklusive ni manglende episoder, var blevet fundet i en nigeriansk TV relæstation i Jos. Seks af de elleve film opdaget var seks-dels serial'en The Enemy of the World (1968), fra hvilken alle bortset fra tredje episode manglede. De resterende film var fra en anden seks-dels serial, The Web of Fear (1968), og inkluderede de tidligere manglende episoder 2, 4, 5, og 6. Episode 3 af The Web of Fear mangler stadig.

## Karakterer

### Doktoren
Doktoren var oprindeligt omgæret af mystik. I programmets tidlige dage, var karakteren et excentrisk rumvæsen rejsende med stor intelligens som bekæmpede uretfærdighed og samtidig udforskede tid og rum i en upålidelig tidsmaskine, "TARDISen" (et akronym for "Time and Relative Dimension in Space"), som ser ud til at være langt større inden i end uden på (en egenskab der omtales som "dimensionel transcendentalitet").
Den oprindelige opfarende og lidt skumle Doktor blev hurtigt blødt op, og blev til en mere medfølende figur, der med tiden blev afsløret at Tidsherre fra planeten Gallifrey, som Doktoren flygtede fra ved at stjæle TARDISen.

#### Ændring af udseende
Producere introducerede konceptet regeneration for at gøre det muligt at gencaste hovedkarakteren. Dette blev indført på grund af den oprindelige hovedrolleindehavers, William Hartnell, dårlige helbred. Termen "regeneration" blev ikke opfundet før Doktorens tredje regeneration; Hartnells Doktor beskrev kun at han undergik "fornyelse", og den Anden Doktor undergik en "ændring af udseende". Denne tilføjelse har gjort det muligt at caste en ny skuespiller adskillige gange i seriens historie, såvel som medvirken af alternative Doktorer enten fra Doktorens relative fortid eller fremtid.
De to historier The Deadly Assassin (1976) og Mawdryn Undead (1983) etablerede at en Tidsherre kun kan regenerere 12 gange, hvilket giver sammenlagt 13 inkarnationer. Denne replik satte sig fast i offentlighedens bevidsthed selvom den ikke blev gentaget, og af seriens producere blev det set som en forhindring, når serien endeligt blev nødt til at regenerere Doktoren for trettende gang. I episoden "The Time of the Doctor" (2013) får Doktoren tildelt en ny cyklus af regenerationer, begyndende med den Tolvte Doktor, da den Ellevte Doktor var et produkt af Doktorens tolvte regeneration fra de oprindelige regenerationer.
Selvom idéen om at caste en kvinde som Doktoren var blevet foreslået af showets forfattere gentagende gange, inklusive af Newman i 1986 og Davies i 2008, blev alle officielle versioner indtil 2017, spillet af mænd. Jodie Whittaker overtog rollen som den Trettende Doktor i slutningen af 2017 i årets julespecial, og hun er den første kvinde der er blevet castet som karakteren. Whittaker har tidligere spillet i TV-serier såsom Return to Cranford, Broadchurch sammen med David Tennant (Tiende Doktor) og den dystopiske antologi Black Mirror. Serien introducerede Tidsherrernes evne til at ændre køn under regenerationer i tidligere episoder, først i dialog, så med Michelle Gomezs version af Mesteren.
| Serie hovedrolle      | Inkarnation      | Periode   |
| --------------------- | ---------------- | --------- |
| William Hartnell      | Første Doktor    | 1963–66   |
| Patrick Troughton     | Anden Doktor     | 1966–69   |
| Jon Pertwee           | Tredje Doktor    | 1970–74   |
| Tom Baker             | Fjerde Doktor    | 1974–81   |
| Peter Davison         | Femte Doktor     | 1982–84   |
| Colin Baker           | Sjette Doktor    | 1984–86   |
| Sylvester McCoy       | Syvende Doktor   | 1987–89   |
| Paul McGann           | Ottende Doktor   | 1996      |
| Christopher Eccleston | Niende Doktor    | 2005      |
| David Tennant         | Tiende Doktor    | 2005–10   |
| Matt Smith            | Ellevte Doktor   | 2010–13   |
| Peter Capaldi         | Tolvte Doktor    | 2014–17   |
| Jodie Whittaker       | Trettende Doktor | 2018–2022 |
| David Tennant         | Fjortende Doktor | 2023      |
| Ncuti Gatwa           | Femtende Doktor  | 2024-nu   |

Udover disse skuespillere som havde har spillet hovedrollen serien, har andre spillet versioner af Doktoren i gæsteroller. Særlig notabel er John Hurt, der i 2013 havde en gæsteoptræden som en hidtil ukendt inkarnation af Doktoren kendt som Krigsdoktoren i opløbet til seriens 50-års jubilæums special The Day of the Doctor. Han medvirker i mini-episoden The Night of the Doctor retroaktivt indsat i showets fiktive kronologi mellem McGann og Ecclestons Doktorer, selvom introduktionen af ham blev skrevet sådan, at det ikke ville forstyrre den etablerede numeriske navngivning af Doktorerne. Et andet eksempel er fra 1986 historien The Trial of a Time Lord, hvor Michael Jayston spillede Valeyard, som bliver beskrevet som en sammenlægning af Doktorens mørkere sider, et sted mellem den tolvte og endelige inkarnation.
Ved særlige anledninger, har andre skuespillere trådt ind for hovedrollen. I The Five Doctors, spillede Richard Hurndall den Første Doktor på grund af William Hartnells død i 1975; 34 år senere erstattede David Bradley på samme måde Hartnell i Twice Upon a Time. I Time and the Rani, spillede Sylvester McCoy kortvarigt den Sjette Doktor under regenerations-sekvensen, og fortsatte som den Syvende Doktor. For yderligere information, se skuespillere som har spillet Doktoren. I andre medier, er Doktoren blevet spillet af andre forskellige skuespillere, inklusive Peter Cushing i to film.
Castingen af en ny Doktor har ofte inspireret til debat og spekulation. Almindelige fokusemner inkluderer Doktorens køn (før castingen af Whittaker, var alle officielle inkarnationer mandlige), race (alle Doktorer frem til castingen af Jo Martin i "Fugitive of the Judoon" har været hvide) og alder (den yngste skuespiller castet er Smith, 26, og de ældste er Capaldi og Hartnell, begge 55).

#### Møder mellem forskellige inkarnationer
Der har været episoder, hvor skuespillere er vendt tilbage på senere tidspunkter for at genoptage rollen som deres specifikke Doktor. I 1973 i afsnittet The Three Doctors, vendte William Hartnell og Patrick Troughton tilbage ved siden af Jon Pertwee. I The Five Doctors fra 1983 vendte Troughton og Pertwee tilbage for at spille med Peter Davison, og Tom Baker optrådte i tidligere usete optagelser fra den ufærdige episode Shada. I denne episode, erstattede Richard Hurndall William Hartnell. Patrick Troughton vendte igen tilbage i The Two Doctors i 1985 med Colin Baker. I 2007 vendte Peter Davison tilbage i kortfilmen Time Crash ved siden af David Tennant der blev optaget og sendt i forbindelse med Children in Need, og i 2013 i 50-års jubilæumsspecial episode, The Day of the Doctor, optrådte David Tennants Tiende Doktor ved siden af Matt Smith som den Ellevte Doktor og John Hurt som Krigsdoktoren, såvel som korte optagelser fra alle de tidligere skuespillere. I 2017, vendte den Første Doktor (denne gang spillet af David Bradley) tilbage i episoderne The Doctor Falls og Twice Upon a Time (begge 2017) sammen med Peter Capaldi. I The Name of the Doctor (2013), møder den Ellevte Doktor en tidligere uset inkarnation af sig selv, efterfølgende afsløret som værende Krigsdoktoren. Yderligere, har adskillige inkarnationer af Doktoren mødtes i diverse lydbogs-dramaer og romaner baseret på Tv-showet.

#### Afsløringer om Doktoren
Igennem tv-seriens lange historie har der været afsløringer om Doktoren, der har rejst yderligere spørgsmål. I The Brain of Morbius (1976) blev det antydet at den Første Doktor nok ikke har været den første inkarnation (selvom de andre viste ansigter også kan have været inkarnationer af Tidsherren Morbius). I efterfølgende historier blev den Første Doktor vist som den tidligste inkarnation af Doktoren. I Mawdryn Undead (1983) bekræftede den Femte Doktor udtrykkeligt, at han på det tidspunkt var i sin femte inkarnation. Senere det samme år i 1983-særudsendelsenThe Five Doctors, der markerede seriens 20-års-jubilæum, spørger den Første Doktor ind til den Femte Doktors regeneration; da den Femte Doktor bekræfter "Fjerde", svarer den Første Doktor glædeligt "Du godeste. Så der er fem af mig nu." I 2010 kalder den Ellevte Doktor på samme måde sig selv "den Ellevte" i The Lodger. I 2013-episoden The Time of the Doctor fastslår den Ellevte Doktor, at han var produkt af den tolvte regeneration, på grund af en tidligere inkarnation, som han valgte ikke at tælle med, og en anden mislykket regeneration. Navnet Ellevte bliver stadig brugt for denne inkarnation; den samme episode viser det profeterede "Fald af den Ellevte" som har været omtalt gentagne gange igennem serien.
På den Syvende Doktors tid blev det antydet at Doktoren var mere end bare en almindelig Tidsherre. I tv-filmen fra 1996 beskriver den Ottende Doktor sig selv som værende "halvt menneske". BBC's FAQ for programmet noterer at "purister har tendens til at ignorere dette" og i stedet fokusere på hans Gallifreyanske arv.
Programmets første sæson, An Unearthly Child, viser at Doktoren har et barnebarn, Susan Foreman. I sæsonen fra 1967, Tomb of the Cybermen tvivler Victoria Waterfield på at Doktoren kan huske sin familie, fordi "han er så ældgammel", hvortil Doktoren svarer, at han kan når han virkelig gerne vil — "Resten af tiden sover de i mit sind". I sæsonen fra 2005 bliver det afsløret, at den Niende Doktor troede, at han var den sidste overlevende Tidsherre, og at hans hjemplanet var blevet destrueret; i The Empty Child (2005), siger Dr. Constantine, at "Før krigen overhovedet begyndte, var jeg far og bedstefar. Nu er jeg ingen af delene." Doktoren svarer "Ja, jeg kender følelsen." I Smith and Jones (2007) svarer han på spørgsmålet, om han har en bror: "Nej, ikke mere." I både Fear Her (2006) og The Doctor's Daughter (2008) siger han, at han før i tiden havde været far.
I The Wedding of River Song (2011) bliver det hentydet, at Doktorens sande navn er en hemmelighed, der aldrig må blive afsløret; dette bliver uddybet yderligere i The Name of the Doctor (2013), hvor River Song siger, at hans navn tillader den Store Intelligens at træde ind i hans grav, og i The Time of the Doctor (2013), hvor det at udtale hans sande navn bliver et signal som fortæller Tidsherrerne at de kan trygt vende tilbage til universet fra deres tidslomme.

### Ledsagere
Ledsageren – normalt et menneske – har været et konstant element i Doctor Who siden programmets begyndelse i 1963. En af ledsagerens roller er at minde Doktoren om hans "moralske pligt". Doktorens første ledsagere på skærmen var hans barnebarn Susan Foreman (Carole Ann Ford) og hendes lærere Barbara Wright (Jacqueline Hill) og Ian Chesterton (William Russell). Et andet formål med ledsagerne var at fungere som surrogater for publikum, sådan at seerne via dem kunne få information om Doktoren. Den eneste historie fra den oprindelige serie hvor Doktoren rejser alene, er The Deadly Assassin (1976). Væsentlige ledsagere fra de tidlige sæsoner omfatter Romana (Mary Tamm og Lalla Ward), en Tidsfrue; Sarah Jane Smith (Elisabeth Sladen); og Jo Grant (Katy Manning). Disse personer har fremmet den dramatiske fortælling ved at repræsentere en figur, som seerne kan identificere sig med, ved at opfordre til forklaringer fra Doktoren og ved at blive bragt i farlige situationer, som Doktoren har skullet løse. Doktoren får jævnligt nye ledsagere og mister gamle; nogle gange vender de hjem eller finder nye mål — eller kærester — i verdener de har besøgt. Nogle er døde i løbet af serien. Ledsagere er normalt enten mennesker eller humanoide rumvæsner.
Siden genstarten af serien i 2005 har Doktoren for det meste rejst med en kvindelig ledsager, som indtager en større rolle i fortællingen. Steven Moffat har beskrevet ledsageren som den vigtigste person i afsnittene, da historien begynder på ny med hver ledsager, og hun gennemgår flere forandringer end Doktoren. De primære ledsagere for den Niende og Tiende Doktor var Rose Tyler (Billie Piper), Martha Jones (Freema Agyeman) og Donna Noble (Catherine Tate) med Mickey Smith (Noel Clarke) og Jack Harkness (John Barrowman) som sekundære ledsagerfigurer. Den Ellevte Doktor blev den første til at rejse med et gift par, Amy Pond (Karen Gillan) og Rory Williams (Arthur Darvill), mens asynkrone møder med River Song (Alex Kingston) og Clara Oswald (Jenna Coleman) skabte variation i historierne. Den tiende serie introducerede Pearl Mackie som Bill Potts, Doktorens første åbent homoseksuelle ledsager. Pearl Mackie har udtalt at den forøgede repræsentation af LGBTQ-personer er vigtig i en "mainstream"-serie. Senere ledsagere er den ellevte series Graham O'Brien, Ryan Sinclair og Yasmin Khan.
Nogle ledsagere har optrådt flere gange, enten i hovedfortællingen eller i spinoffs. Sarah Jane Smith blev den centrale figur i The Sarah Jane Adventures (2007–11) efter en tilbagevenden i Doctor Who i 2006. Gæstestjerner i serien omfatter den tidligere ledsager Jo Grant, K9, og Brigadegeneral Lethbridge-Stewart (Nicholas Courtney). Figuren Jack Harkness affødte ligeledes en spinoff, Torchwood (2006–2011), i hvilken Martha Jones også optrådte.

### Modstandere
Da Sydney Newman bestilte serien, ville han specifikt undgå klichéen om "insekt-øjede monstre" i science fiction. Monstre var dog populære hos publikum, fr blev derfor en fast bestanddel af Doctor Who næsten fra begyndelsen.
Ved genoplivningen af serien i 2005, fremlagde filmproducer Russell T. Davies sin intention om at genintroducere klassiske ikoner fra Doctor Who. Autonerne sammen med Nestene Consciousness og Dalekkerne vendte tilbage i allerede i første sæson af den nye serie, Cybermænd i sæson 2, Makra og Mesteren i sæson 3, Sontaraner og Davros i sæson 4, og Tidsherrerne inklusive Rassilon i 2009–10 specialafsnitene. Davies' efterfølger, Steven Moffat, har fortsat trenden ved at genoplive Silurianerne i sæson 5, Cybermaterne i sæson 6, den Store Intelligens og Iskrigerne i sæson 7, og Zygonerne i 50-års Jubilæums Special'en. Siden genoplivningen i 2005 er der også blevet introduceret nye rumvæsner: Slitheen (Raxacoricofallapatorianer), Ood, Judoon, Grædende Engle og Stilheden.
Udover jævnlige optrædener fra fjender såsom Iskrigerne, Ogroner, Ranien, og den Mørke Vogter, er tre modstandere blevet særligt ikonisk: Dalekkerne, Cybermændende, og Mesteren.

#### Dalekker
Dalekracen, som først optrådte i seriens anden historie i 1963, er Doctor Who's ældste skurke. Dalekkerne er Kaleder fra planeten Skaro, mutateret af videnskabsmanden Davros og indsat i mekaniske pansrede fartøjer for at give dem mobilitet. De egentlige skabninger ligner blæksprutter med store, fremtrædende hjerner. Deres pansrede fartøjer har en enkelt øjenstilk, en vaskesvupper-lignende anordning, der fungere som en hånd og retningsbestemt energi-våben. Deres primære svaghed er deres øjenstilk; angreb på dem ved brug af forskellige våben kan blænde en Dalek, og gøre den sindssyg. Deres primære rolle i seriens fortælling er, som de ofte råber op med deres genkendelige metalliske stemmer, at "udrydde" ("exterminate") alle væsner som ikke er dallekker. De angriber sågar Tidsherrerne i Tidskrigen, som vist i 50-års Jubilæumsafsnittet. De fortsætter med at være et tilbagevendende "monster" i Doctor Who-serien, og deres seneste optræden var i 2019 i episoden Resolution. Davros har også været en tilbageværende figur siden hans debut i Genesis of the Daleks, dog spillet af flere forskellige skuespillere.
Dalekkerne blev skabt af forfatter Terry Nation (som ville gøre dem til en allegori af Nazister) og BBC designer Raymond Cusick. Dalekkernes debut i tv-seriens anden historie, The Daleks (1963–64), gjorde både Dalekkerne og Doctor Who meget populær. En Dalek optrådte på et frimærke, der fejrede britisk populærkultur i 1999, fotograferet af Lord Snowdon. I Victory of the Daleks blev et nyt sæt Dalekker introduceret der kommer i en række forskelige farver; deres farve bestemte deres rolle iblandt dallekkerne.

#### Cybermænd
Cybermænd var oprindeligt en fuldt organisk art af humanoider, der stammer fra Jordens tvillinge planet Mondas der begyndte at implantere flere og flere kunstige dele ind i deres kroppe. Dette ledte til, at racen blev kølig logisk og kalkulerende cyborger, hvor de normalt kun viste følelser når voldsom aggression var nødvendig. Med Mondas undergang overtog de Telos som deres nye hjemplanet. De er fortsat et tilbagevendende "monster" i Doctor Who-serien.
I sæsonen fra 2006 blev der introduceret en helt ny for for Cybermænd. Disse Cybus Cybermænd blev skabt i et parallelt univers af den gale videnskabsmand John Lumic; han forsøgte at bevare menneskerne ved at transplantere deres hjerner ind i stærke metal-kroppe, og sende dem ordrer ved brug af et mobilnetværk og inhibere deres følelser med en elektronisk chip.

#### Mesteren
Mesteren er Doktorens ærkefjende; han er en overløben Tidsherre som ønsker at regere universet. Mesteren blev skabt som "Professor Moriarty til Doktorens Sherlock Holmes", og karakteren optrådte første i 1971. Som med Doktoren, er rollen blevet spillet af adskillige skuespillere, da Mesteren også er en Tidsherre og derfor kan regenerere; den første af disse skuespillere var Roger Delgado, som fortsatte i rollen indtil hans død i 1973. Mesteren blev kortvarigt spillet af Peter Pratt og Geoffrey Beevers indtil Anthony Ainley tog over og fortsatte med at spille karakteren indtil serien blev stoppet i 1989. Mesteren vendte tilbage i 1996 tv-filmen Doctor Who, hvor han blev spillet af Amerikanske skuespiller Eric Roberts.
Da serien blev genoplivet i 2005 blev Derek Jacobi castet til at spillere den nye version af karakteren i 2007 i episoden Utopia. I denne historie blev rollen overtaget af John Simm som vendte tilbage i rollen flere gange i løbet af den Tiende Doktors periode. Fra og med episoden Dark Water fra 2014, blev det afsløret at Mesteren var blevet en kvindelig inkarnation eller "Tidsfrue", der går ved navnet "Missy" (som betyder Mesterinde, den feminine version af "Mester"). Denne inkarnation er spillet af Michelle Gomez.
John Simm vendte tilbage i rollen som Mesteren i den tiende sæson.

## Musik

### Tema musik
Skabelon:Listen
Doctor Who tema musikken var en af de første elektroniske musik signatur toner i TV, og efter mere end et halvt århundrede forbliver det en af de mest letgenkendelige. Det originale tema blev komponeret af Ron Grainer og realiseret af Delia Derbyshire fra BBC Radiophonic Workshop, med assistance fra Dick Mills og blev udgivet som en single på Decca F 11837 i 1964. De forskellige dele blev bygget op ved brug af musique concrète teknikker, ved at skabe båndsløjfer af en individuelt slået piano streng og individuelle test oscillatorer og filtre. Derbyshire arrangementet fungerede, med mindre redigeringer, som tema tonen frem til slutningen af sæson 17 (1979–80). Det bliver anset som et signifikant og innovativt stykke elektronisk musik, optaget langt før tilgængeligheden til kommercielle synthesizere eller multitrack miksere. Hver node blev individuelt skabt ved at skære, splice, speede op og nedkøre segmenter af analog bånd indeholdende optagelser af en enkelt plukket streng, hvid støj, og de simple harmoniske bølgeforme af test-tone oscillatorer, ment til at kalibrere værktøj og rum, ikke skabe musik. Nye teknikker blev skabt for at tillade miksning af musikken, da dette var før æraen for multitrack båndmaskiner. Efter at have hørt det færdige resultat, spurgte Grainer, "Jøsses, Delia, skrev jeg det?" Selvom Grainer var villig til at give Derbyshire co-komponist kredit, var det imod BBC politik på det tidspunkt.
Et anderledes arrangement blev optaget af Peter Howell for sæson 18 (1980), som efter tur blev erstattet af Dominic Glynns arrangement for den sæson-lange serial The Trial of a Time Lord i sæson 23 (1986). Keff McCulloch anlagde et nyt arrangement til den Syvende Doktors æra som holdt fra sæson 24 (1987) indtil seriens suspension i 1989. Amerikanske komponist John Debney skabte et nyt arrangement af Ron Grainers original tema for Doctor Who i 1996. For seriens tilbagevenden i 2005, anlagde Murray Gold et nyt arrangement som indeholdt sampler fra 1963 originalen med yderligere elementer tilføjet; i 2005 Juleepisoden The Christmas Invasion.
Et nyt arrangement af temaet, endnu engang af Gold, blev introduceret i 2007 Julespecial episoden, Voyage of the Damned; Gold vendte tilbage som komponist for 2010 serien. Han var ansvarlig for en ny version af temaet som blev rapporteret at have fået en ondsindet modtagelse fra nogle seere. I 2011, røg tema musikken på hitlisten som nummer 228 på radio station Classic FM's Hall of Fame, en undersøgelse af klassiske musik smage. En revideret version af Golds 2010 arrangement fik sin debut over åbningstitlen til 2012 Julespecial The Snowmen, og en yderligere revidering af arrangementet blev lavet for 50-års Jubilæums special The Day of the Doctor i november 2013.
Versioner af "Doctor Who Temaet" er også blevet udgivet som pop musik henover årene. I de tidlige 1970'ere, optog Jon Pertwee, som havde spillet den Tredje Doktor, en version af Doctor Who temaet med talte tekster, tituleret, "Who Is the Doctor". I 1978 blev en diskoversion af temaet blev udgivet i UK, Danmark og Australien af gruppen "Mankind", som nåede nummer 24 på UK listen. I 1988 udgav bandet "The Justified Ancients of Mu Mu" (senere kendt som "The KLF") en single "Doctorin' the Tardis" under navnet "The Timelords", som nåede Nr. 1 i UK og Nr. 2 i Australien; denne version inkorporerede adskillige andre sange, inklusive "Rock and Roll Part 2" af Gary Glitter (som optog vokaler for nogle af CD-single remix versionerne af "Doctorin' the Tardis"). Andre som har inddækket eller genovervejet temaet inkluderer "Orbital", Pink Floyd, det australske string ensemble "Fourplay", det New Zealandske punk band "Blam Blam Blam", "The Pogues", "Thin Lizzy", "Dub Syndicate", og komikere Bill Bailey og Mitch Benn. Både temaet og besatte fans blev satiriseret på The Chasers' War on Everything. Tema tonen har også optrådt på mange sammensatte CD'er, og har banet sin vej ind i mobiltelefon ringetoner. Fans har også produceret og distribueret deres egne remixe af temaet. I januar 2011 "Mankind" versionen blev udgivet som et digitalt download på albummet Gallifrey And Beyond.
Den 26. juni 2018, annoncerede producer Chris Chibnall at den musikalske score for serie 11 ville blive anlagt af Royal Birmingham Conservatoire alumnus Segun Akinola.

### Tilfældig musik
Det meste af den innovative tilfældige musik i Doctor Who er blevet specielt bestilt fra freelance komponister, selvom nogle episoder i de tidlige år også brugte lager musik, såvel som lejlighedsvise udsnit fra originale optagelser eller cover versioner af sange fra populære musik-acts såsom The Beatles og The Beach Boys. Siden dens 2005 tilbagevenden, har serien indeholdt lejlighedsvis brug af udsnit af pop musik fra 1970'erne til 2000'erne.
Den tilfældige musik fra det første Doctor Who eventyr, An Unearthly Child, blev skrevet af Norman Kay. Mange af seriens historierne fra William Hartnell perioden blev scored af elektronisk musikpioner Tristram Cary, hvis Doctor Who krediteringer inkluderer The Daleks, Marco Polo, The Daleks' Master Plan, The Gunfighters og The Mutants. Andre komponister i denne tidlige periode inkluderede Richard Rodney Bennett, Carey Blyton og Geoffrey Burgon.
Den mest frekvente musikalske bidrager gennem de første 15 år var Dudley Simpson, som også er velkendt for hans tema og tilfældige musik for Blake's 7, og for hans hjemsøgende tema musik og score for den originale 1970'er version af The Tomorrow People. Simpsons første Doctor Who score var Planet of Giants (1964) og han gik videre til at skrive musik for mange eventyr fra 1960'erne og 1970'erne, inklusive de fleste af historierne fra Jon Pertwee/Tom Baker perioderne, afsluttende med The Horns of Nimon (1979). Han havde også en cameo optræden i The Talons of Weng-Chiang (som en Musik hall dirigent).
I 1980 begyndende med serial'en The Leisure Hive blev opgaven om at skabe tilfældig musik givet til Radiophonic Workshop. Paddy Kingsland og Peter Howell bidrog med mange scores i denne periode og andre bidragsydere inkluderede Roger Limb, Malcolm Clarke og Jonathan Gibbs.
Radiophonic Workshop blev droppet efter 1986's The Trial of a Time Lord serie, og Keff McCulloch overtog som seriens hovedkomponist indtil enden på dens forløb, med Dominic Glynn og Mark Ayres også bidragende med scores.
Fra 2005 gendannelsen til 2017 Juleepisoden Twice Upon a Time, blev al tilfældig musik for serien komponeret af Murray Gold og Ben Foster, og er blevet spillet af BBC National Orchestra of Wales fra 2005 Juleepisoden The Christmas Invasion fremefter. En koncert indeholdende orkestret spillende musik fra de første to serier fandt sted 19. november 2006 for at rejse penge for Children in Need. David Tennant var vært for eventet, introducerende de forskellige sektioner af koncerten. Murray Gold og Russell T. Davies svarede på spørgsmål under intervallet og Dalekker og Cybermænd optrådte mens musik fra deres historier blev spillet. Koncerten blev vist på BBCi på Juledag 2006. En Doctor Who Prom blev fejret 27. juli 2008 i Royal Albert Hall som del af de årlige BBC Proms. BBC Philharmonic og London Philharmonic Choir spillede Murray Golds kompositioner fra serien, dirigeret af Ben Foster, såvel som et udvalg af klassikere baseret på temaet rum og tid. Eventet blev præsenteret af Freema Agyeman og gæste-præsenteret af forskellige andre stjerner fra showet med utallige monstre deltagende i spektaklerne. Den indeholdt også den specielt filmede mini-episode Music of the Spheres, skrevet af Russell T. Davies med rolleindehaveren værende David Tennant.
Den 26. juni 2018, annoncerede producer Chris Chibnall at den musikalske score for den ellevte serie ville blive lagt til af Royal Birmingham Conservatoire alumnus Segun Akinola.
Seks soundtrack udgivelser er blevet udgivet siden 2005. Det første indeholdt tracks fra de første to serier, det andet og tredje indeholdt musik fra den tredje og fjerde serie, respektive. Det fjerde blev udgivet 4. oktober 2010 som en to-disk special edition og indeholdt musik fra 2008–2010 specials'ne (The Next Doctor til End of Time Del 2). Soundtracket for Serie 5 blev udgivet 8. november 2010. I februar 2011, blev et soundtrack udgivet for 2010 Julespecial'en: A Christmas Carol, og i december 2011 blev soundtracket for Serie 6 udgivet, begge af Silva Screen Records.
I 2013, blev et 50-års jubilæum box set af lyd CD'er udgivet indeholdende musik og lyd effekter fra Doctor Whos 50-års historie. Fejringen fortsatte i 2016 med udgivelsen af "Doctor Who: The 50th Anniversary Collection Four LP Box Set" af New York City-baserede "Spacelab9". Kompagniet pressede 1,000 kopier af settet på "Metallic Silver" vinyl, dubbet "Cyberman Edition".

## Seerskare

### Storbritannien
Den første episode af serien havde præmiere dagen efter attentatet på John F. Kennedy, og den blev derfor genudsendt ugen efter sammen med den anden episode. Nye sæsoner af Doctor Who har altid været sendt første gang på BBC's mainstreamkanal BBC One, hvor den blev anset som en familieserie, der tiltrak mange millioner seere; der er også blevet genudsendt episoder på BBC Three, før den overgik til kun at være en online kanal. Programmets popularitet har været både stigende og faldende henover årtierne, med særligt tre perioder med høje seertal. Den første af disse var "Dalekmania"-perioden (cirka 1964–1965), hvor dalekkernes popularitet regulært bragte Doctor Whos seertal på op mellem 9 og 14 millioner, selv i de episoder, hvor der ikke medvirkede nogen dallekker. Den anden periode var midten til slutningen af 1970'erne, hvor Tom Baker ved nogle tilfælde tiltrak et seertal på over 12 millioner.
Under strejken på ITV i 1979, toppede seerskaren på 16 millioner. Seertallene forblev fornuftige op igennem 1980'erne, men faldt væsentligt efter seriens sæson 23 blev forsinket i 1985, og tv-serien ikke blev sendt i 18 måneder.
I slutningen af 1980'erne var seertallet faldet til mellem 3 og 5 millioner, og det var ikke tilfredsstillende på dette tidspunkt, hvilket ifølge BBC Board of Control var en af de primære årsager til at serien blev suspenderet i 1989. Nogle fans betragtede betragtede det som meget uheldigt, at serien blev programsat samtidig med sæbeoperaen Coronation Street, der var landets mest populære serie på dette tidspunkt. Under Tennants tid som Doktoren (den tredje periode med høje seertal), havde serien igen en fast høj seerskare; med Julespecials der regelmæssigt tiltrak over 10 millioner.
Da BBC One sendte Rose, den første episode af den genoplivede serie i 2005, tiltrak det 10.81 millioner seere, hvilket var det tredjehøjeste for BBC One i denne uge, og det syvende højeste blandt alle selskabets kanaler. Den nuværende sæson har også noget af det højeste Appreciation Index for noget tv-drama.

### Internationalt
Doctor Who er blevet sendt internationalt uden for Storbritannien siden 1964, et år efter showet først gik i luften. Pr.  1. januar 2013, den moderne serie har været eller sendes på nuværende tidspunkt ugentligt i mere end 50 lande.
Doctor Who er et af de fem bedst-sælgende titler for BBC Worldwide, BBC's kommercielle arm. BBC Worldwide CEO John Smith har sagt at Doctor Who er et af et lille antal af "Superbrands" som Worldwide stærkt vil promovere.
Kun fire episoder har nogensinde haft deres præmierevisninger på andre kanaler end BBC One. 1983 20-års jubilæums special The Five Doctors havde dens debut 23. november (den egentlige dato for jubilæet) på et antal af PBS stationer to dage før dens BBC One udsendelse. 1988 historien Silver Nemesis blev udsendt med alle tre episoder sendt op ad hinanden på TVNZ i New Zealand i november, efter den første episode blev vist i UK men før de sidste to installationer sendtes dér. Endelig fik 1996 TV filmen sin præmiere 12. maj 1996 på CITV i Edmonton, Canada, 15 dage før BBC One visningen, og to dage før den sendtes på Fox i US.[kilde mangler]

#### Oceanien
New Zealand var det første land uden for Storbritannien til at få Doctor Who på skærmen, begyndende i september 1964, og fortsatte med at sætte serien over skærmen i mange år, inklusive den nye serie fra 2005.[kilde mangler] I 2018, bliver serien sendt på Fredage på TVNZ 2, og på TVNZ On Demand med samme episode som i UK.
I Australien, har showet haft en stærk fanbase siden dens fremsætning, værende eksklusivt fremkørende via Australian Broadcasting Corporation (ABC) siden januar 1965. (Se Doctor Who i Australien) ABC har periodisk gentaget episoder; notérligt var de ugentlige skærm-opsættelser af alle tilgængelige klassiske episoder startende med 2003, for showets 40-års jubilæum, og de ugedaglige skærm-opsættelser af alle tilgængelige gendannede episoder i 2013 for showets 50-års jubilæum. ABC udsender den moderne series første forløb på ABC1 og ABC ME, med gentagelser på ABC2. ABC tillagde også delvis finansiering for 20-års jubilæums special The Five Doctors i 1983.[kilde mangler]

#### Amerika
Serien har også en fanbase i United States, hvor det blev vist i syndikering fra 1970'erne til 1990'erne, især på PBS stationer.[kilde mangler]
TVOntario samlede showet op i 1976 begyndende med The Three Doctors og viste hver serie (adskillige år sent) frem til serie 24 i 1991. Fra 1979 til 1981, blev TVO visninger "bookended" af science-fiction skribent Judith Merril som ville introducere episoden og så, efter episoden endte, prøve at sætte den i en lærerig kontekst i sammenhæng med TVO's status som en lærerig kanal. Dens visning af The Talons of Weng-Chiang blev nedlukket som resultat af beskyldninger om at historien var racistisk; historien blev senere udsendt i 1990'erne på kabel-stationen YTV. CBC startede visninger af serien igen i 2005. Serien rykkede til den canadiske kabel-kanal Space i 2009.[kilde mangler]
For den canadiske udsending, optog Christopher Eccleston specielle video-introduktioner for hver episode (inkluderende et trivia-spørgsmål som del af en seerkonkurrence) og udsnit fra Doctor Who Confidential-dokumentaren blev spillet over rulleteksterne; til udsendingen af The Christmas Invasion 26. december 2005, optog Billie Piper en speciel videointroduktion. CBC begyndte at vise serie to 9. oktober 2006, kort efter den dags CFL double-header på Thanksgiving i det meste af landet.[kilde mangler]
Serie tre begyndte udsending på CBC 18. juni 2007 efterfulgt af den anden Julespecial, The Runaway Bride ved midnat, og Sci Fi Channel begyndte 6. juli 2007 startende med den anden Julespecial efterfulgt af den første episode.
Serie fire blev vist i USA på Sci Fi Channel (nu kendt som Syfy), begyndende i april 2008. Den vistes på CBC begyndende 19. september 2008, selvom CBC ikke viste Voyage of the Damned special'en. Det canadiske kabel-netværk Space sendte The Next Doctor (i marts 2009) og alle følgende serier og specials.

### Hjemmemedier
En stor del af serien er blevet udgivet på DVD af BBC Video, som er blevet solgt i Storbritannien, Australien, Canada og USA. Alle fuldt ud bevarede sæsoner er blevet udgivet på VHS, og BBC Worldwide udgive regelmæssigt sæsonerne på DVD. Sæsonen fra 2005 er også blevet udgivet i sin helhed på UMD til PlayStation Portable. Otte originale sæsoner er også blevet udgivet på Laserdisk, og mange er også blevet udgivet på Betamax bånd og Video 2000. En episode af Doctor Who ("The Infinite Quest") blev udgivet på VCD. Kun sæsonerne fra 2005 og frem er blevet udgivet Blu-ray, bortset fra afsnittet "Spearhead from Space" fra 1970, som blev udgivet i juli 2013 og 1996 tv-filmen Doctor Who, der udkom i september 2016. Mange tidlige udgivelser har været genudgivet som special editions, med mere bonusmateriale.[kilde mangler]
Over 600 episoder af de klassiske sæsoner (de første otte doktorer fra 1963 til 1996) er blevet gjort tilgængelig på BritBox (lanceret i 2017) og Pluto TV. Fra 2020 er den genoplivede serie blevet gjort tilgængelig via streaming på HBO Max.